# Dempster-Skokie (métro de Chicago)
Dempster-Skokie (anciennement Dempster) est le terminus nord-ouest de la ligne jaune du métro de Chicago. La station se trouve sur Dempster Street à Skokie (Illinois) en banlieue nord de Chicago.

## Histoire
Construite sur base des plans de l’architecte Arthur U. Gerber, à la demande de Samuel Insull, en 1925 dans le cadre de la création d'une nouvelle ligne à grande vitesse afin de contourner la North Side Main Line, la station de Dempster appartenait à la North Shore Line Company qui a cessé ses activités en 1963 en cédant ses voiries à la Chicago Transit Authority (CTA) qui les intégra dans le ‘L’. 
En 1994, la station a été entièrement reconstruite et renommée. L’ancienne station historique classée au registre national des lieux historiques à quant à elle été préservée et restaurée en 2004. L’espace est aujourd’hui loué à un café Starbucks et à un magasin de télécommunications. 
En 2003, un parking de dissuasion pour 441 véhicules a également ouvert ses portes.
La station se trouve au niveau du sol et est composée de 2 quais avec une voie de demi-tour derrière le bâtiment. Même si l’énergie des rames est fournie par un troisième rail électrique, les anciens caténaires de l'ancienne station Dempster existent toujours. 
Skokie constitue également un important pôle de correspondance puisque les bus de la Chicago Transit Authority cohabitent avec les terminaux des compagnies Pace. 
708 168 passagers l'ont utilisée en 2008. 
Des études sont menées afin de prolonger la ligne jaune depuis la station vers le nord jusque Old Orchard et son centre commercial.

## Le Skokie Shop
Outre la station, un dépôt d’entretien existe également à Skokie, il a ouvert en 1926 et fut reconstruit en 1994 en même temps que la station. Il est situé à mi-chemin entre la station et la station Howard. 
Même s’il est assez excentré vis-à-vis du reste du réseau, toutes les activités d’entretien sont présentes dans le Skokie Shop dont deux spécialités : le câblage électrique et électronique des rames ainsi que l’atelier de carrosserie et de peinture. Les rames n’y sont pas entreposées, le dépôt de stockage Howard Yard non loin (3,5 km) étant privilégié.

## Les correspondances avec lesbus
- #54A North Cicero/Skokie Blvd.
- #97 Skokie

### Bus Pace
- #250 Dempster Street
- #626 Skokie Valley Limited

## Desserte
| Nord/Ouest            |  |                      |  | Sud/Est                   |
| --------------------- |  | -------------------- |  | ------------------------- |
|                       |  | ligne jaune terminus |  | Oakton-Skokie vers Howard |
| modifier sur Wikidata |  |                      |  |                           |